# Manuela Oschmann
Manuela Oschmann nata Drescher (Zella-Mehlis, 9 giugno 1965) è un'ex fondista tedesca.
Fino alla riunificazione della Germania (1990) gareggiò per la nazionale tedesca orientale.

## Biografia
In Coppa del Mondo non ottenne risultati di rilievo. In carriera prese parte a un'edizione dei Giochi olimpici invernali, Albertville 1992 (42ª nella 5 km, 15ª nella 15 km, 38ª nell'inseguimento), e a una dei Campionati mondiali, Seefeld in Tirol 1985, vincendo una medaglia.

## Palmarès

### Mondiali
- 1 medaglia:
  - 1 bronzo (staffetta[1] a Seefeld in Tirol 1985)

### Coppa del Mondo
- Miglior piazzamento in classifica generale: 47ª nel 1992